# UFC 239
UFC 239: Jones vs. Santos（ユーエフシー・ツーサーティナイン：ジョーンズ・バーサス・サントス）は、アメリカ合衆国の総合格闘技団体「UFC」の大会の一つ。2019年7月6日、ネバダ州ラスベガスのT-モバイル・アリーナで開催された。

## 大会概要
メインイベントのUFC世界ライトヘビー級王座タイトルマッチではUFC世界ライトヘビー級王者のジョン・ジョーンズとチアゴ・サントスが対戦し、ジョーンズが判定勝利を収め2度目の王座防衛に成功。セミのUFC世界女子バンタム級タイトルマッチでは王者のアマンダ・ヌネスと挑戦者のホリー・ホルムが対戦し、ヌネスがハイキックによるTKO勝ちを収め、4度目の王座防衛に成功した。

## 試合結果

### アーリープレリム
第1試合 女子バンタム級 5分3R
○  ジュリア・アビラ vs.  パニー・キアンザド ×
3R終了 判定3-0（30-27、30-26、30-26）
第2試合 ウェルター級 5分3R
○  チャンス・レンカンター vs.  イスマイル・ナウルディエフ ×
3R終了 判定3-0（29-27、29-28、30-27）
第3試合 ミドル級 5分3R
○  エドメン・シャバージアン vs.  ジャック・マーシュマン ×
1R 1:12 リアネイキドチョーク

### プレリミナリーカード
第4試合 バンタム級 5分3R
○  ソン・ヤドン  vs.  アレハンドロ・ペレス ×
1R 2:04 KO（右フック）
第5試合 女子ストロー級 5分3R
○  クラウディア・ガデーリャ vs.  ランダ・マルコス ×
3R終了 判定3-0（30-27、30-27、30-27）
第6試合 バンタム級 5分3R
○  マルロン・ヴェラ vs.  ノヘリン・ヘルナンデス ×
2R 3:25 リアネイキドチョーク
第7試合 フェザー級 5分3R
○  アーノルド・アレン vs.  ギルバート・メレンデス ×
3R終了 判定3-0（30-27、30-27、30-27）

### メインカード
第8試合 ウェルター級 5分3R
○  マイケル・キエーザ vs.  ディエゴ・サンチェス ×
3R終了 判定3-0（30-26、30-26、30-26）
第9試合 ライトヘビー級 5分3R
○  ヤン・ブラホヴィッチ vs.  ルーク・ロックホールド ×
2R 1:39 KO（左フック→パウンド）
第10試合 ウェルター級 5分3R
○  ホルヘ・マスヴィダル vs.  ベン・アスクレン ×
1R 0:05 KO（右飛び膝蹴り）
第11試合 UFC世界女子バンタム級タイトルマッチ 5分5R
○  アマンダ・ヌネス vs.  ホリー・ホルム ×
1R 4:10 TKO（右ハイキック→パウンド）
※ヌネスが4度目の王座防衛に成功。
第12試合 UFC世界ライトヘビー級タイトルマッチ 5分5R
○  ジョン・ジョーンズ vs.  チアゴ・サントス ×
5R終了 判定2-1（48-47、48-47、47-48）
※ジョーンズが2度目の王座防衛に成功。

### 各賞
ファイト・オブ・ザ・ナイト： 該当なし
パフォーマンス・オブ・ザ・ナイト： アマンダ・ヌネス、ホルヘ・マスヴィダル、ヤン・ブラホヴィッチ、ソン・ヤドン
各選手にはボーナスとして5万ドルが授与された。

### カード変更
負傷などによるカードの変更は以下の通り。